# Старцев Максим Олександрович
Макси́м Олекса́ндрович Ста́рцев (20 січня 1980, Херсон) — український футболіст, воротар.

## Біографія
Вихованець СДЮШОР херсонського «Кристала».
1998 року перейшов у структуру дніпропетровського «Дніпра», де сезон 1998/99 провів у складі дублюючої команди в другій лізі.
21 серпня 1999 року дебютував у вищій лізі в матчі проти харківського «Металіст», який завершився перемогою «Дніпра» з рахунком 1-0. Цього ж сезону Максим допоміг дублюючій команді виграти групу В другої ліги і кваліфікуватись в першу. Завдяки цьому з наступного сезону до другої ліги заявився третій клуб дніпропетровців — «Дніпро-3», за який Старцев теж зіграв кілька ігор. Дана ситуація тривала два роки, поки «Дніпро-2» не вилетів з першої ліги, після чого дніпряни знову залишись з одним фарм-клубом, за який інколи грав і Старцев.

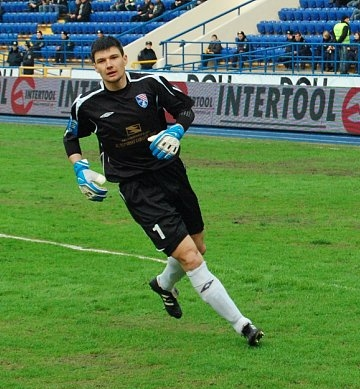
Максим Старцев 3 серпня 2010 року під час виступів за «Таврію»

На початку 2004 року Максим був відданий в оренду до «Кривбаса» до кінця року, проте в команді був другим голкіпером, зігравши за цей час лише у трьох матчах за основну команду і у п'яти за дубль.
Відразу після повернення в «Дніпро», на початку 2005 року, Старцев знову був відданий в оренду. Цього разу до кінця сезону в сімферопольську «Таврію», де став основним воротарем і відіграв майже в усіх матчах сезону, проте новий чемпіонату України сезону 2005/06 Максим розпочав вже знову у «Кривбасі», де також був основним голкіпером і виступав до кінця 2006 року, після чого повернувся до «Дніпра».
Проте у Дніпропетровську Старцев так і не зміг стати основним голкіпером, хоча і 28 серпня 2008 року дебютував у єврокубках в матчі кубка УЄФА проти швейцарської Беллінцони, який завершився поразкою української команди з рахунком 1-2.
Цей матч став єдиним у єврокубках для Максима і в січні 2009 року Старцев перейшов у «Таврію», разом з якою вже у наступному сезоні виграв кубок України, а також взяв участь у суперкубка України 2010 року.
Проте вже менш ніж через місяць, 31 липня 2010 року Старцев перейшов у харківський «Металіст», але не зміг стати головним воротарем команди, програвши конкуренцію Владимиру Дишленковичу та Олександру Горяїнову, тому за два сезони зіграв лише у 12 матчах чемпіонату.
У червні 2012 року на правах вільного агента перейшов у луцьку «Волинь», де був основним голкіпером команди, але через часті травми відіграв лише 16 матчів за сезон в чемпіонаті і один у кубку.
Улітку 2013 року перейшов до запорізького «Металурга», який покинув наприкінці 2015 року у зв'язку з процесом ліквідації клубу.

### Збірна
Виступав за молодіжну збірну України, за яку зіграв у дев'яти матчах, де пропустив шість голів.
У складі національної збірної України з футболу перший матч провів 17 серпня 2005 року, Максим зайняв місце у воротах у матчі зі збірною Сербії та Чорногорії. Результат матчу був 2:1 на користь української команди. Вже через два місяці зіграв у другому товариському матчі проти збірної Японії, який завершився перемогою 1-0, а Старцев також відіграв весь матч.
У майбутньому Старцев викликався до складу збірної до 2007 року, проте більше жодного разу на поле не виходив.

## Приватне життя
Одружений. З дружиною Мариною мають сина Івана та дочку Катерину.

## Досягнення
- Володар кубка України 2009/10
- Учасник суперкубка України 2010 року
- Бронзовий призер Чемпіонату України: 2010/11, 2011/12
- Медаль «За працю і звитягу» (2006)[7]